# دانييل فان دي دونك
دانييل فان دي دونك (مواليد 5 أغسطس 1991) هي لاعبة كرة قدم هولندية تلعب في مركز خط الوسط أو الجناح في نادي أولمبيك ليون.

## روابط خارجية
- دانييل فان دي دونك على موقع الاتحاد الدولي (مؤرشف)  (الإنجليزية)
- دانييل فان دي دونك على موقع الاتحاد الأوربي (الإنجليزية)
- دانييل فان دي دونك على موقع قاعدة بيانات كرة القدم.إي يو (الإنجليزية)
- دانييل فان دي دونك على موقع ليكيب (الفرنسية)
- دانييل فان دي دونك على موقع Soccerway.com (الإنجليزية)
- دانييل فان دي دونك على موقع عالم كرة القدم.نت (الإنجليزية)
- دانييل فان دي دونك على موقع اللجنة الأولمبية الدولية (الإنجليزية)
- دانييل فان دي دونك على موقع أوليمبيديا (الإنجليزية)
- دانييل فان دي دونك على موقع تيم أن.أل (الهولندية)